# مطار ليوبانشوي يويزهاو
مطار ليوبانشوي يويزهاو (بالصينية: 六盘水月照机场) (إياتا: LPF، إيكاو: ZUPS) مطار عام يقع بمدينة Yuezhao Township في الصين. يبلغ طول المدرج 2500 م. يقع على بعد 15 كيلومترًا من وسط المدينة عن طريق البر. بدأ البناء في 26 سبتمبر 2011 باستثمارات إجمالية قدرها 1.3 مليار يوان، وافتتح المطار في 28 نوفمبر 2014.

## شرركات الطيران والوجهات
| شركـات طيـران             | الوجهات                                                      |
| ------------------------- | ------------------------------------------------------------ |
| طيران الصين               | مطار بكين العاصمة الدولي، مطار هانغتشو شياوشان الدولي        |
| Air Travel ‏               | مطار نانجينغ الدولي                                          |
| طيران الصين اكسبرس        | مطار قوييانغ لونغدونغابو الدولي                              |
| خطوط جنوب الصين الجوية    | مطار قوانغتشو باييون الدولي                                  |
| Colorful Guizhou Airlines | مطار تشنغدو شوانغليو الدولي، مطار قوييانغ لونغدونغابو الدولي |
| خطوط جونياو الجوية        | مطار شانغهاي بودنغ الدولي                                    |
| خطوط تيانجين الجوية       | مطار تشانغشا هوانغوا الدولي، مطار شيان شيانيانغ الدولي       |

## وصلات خارجية
- http://www.flightstats.com/go/Airport/airportDetails.do?airportCode=LPF